# بادگاما شمالی
بادگاما شمالی (به لاتین: Baddegama North) یک منطقهٔ مسکونی در سری‌لانکا است که در استان جنوبی (سری‌لانکا) واقع شده‌است.